# Sok
Sok je bezalkoholno piće obično pripravljeno od voća, ali i nekih vrsta povrća, a dobiva se cijeđenjem njihove tekućine i miješanjem s vodom. 
Voćni sok je voćni mošt tretiran dopuštenim sredstvima i postupcima (konzerviranje, hlađenje, filtracija i dr.) koji sprječavaju početak alkoholne fermentacije.

## Bistri i mutni sokovi
U pravilu, postoje dvije vrste voćnih sokova, a to su bistri i mutni sok. Bistri sokovi su oni koji se dobivaju bistrenjem i filtriranjem voćnog soka i imaju manji udio voća. Mutni sokovi se dobivaju filtriranjem voćnog soka uz dodatak čestica voća i mogu imati minimalan talog koji obično nestaje prilikom blagog miješanja. U sokove se dodaju i emulgatori, čija je funkcija dobivanja odgovarajuće boje, ukusa soka. Neki sokovi koriste konzervanse, a u neke se dodaje i šećer. Sokovi se uglavnom pakiraju u specijalnu, plastičnu, atraktivnu ambalažu.

## Zdravstveno djelovanje
Sokovi se često konzumiraju zbog dobrog utjecaja na zdravlje ljudi; primjerice, narančin sok sadrži vitamin C, dok se za sok brusnice drži kako može spriječiti neke zaraze, no, pretjerana konzumacija soka može dovesti do gojaznosti. Sok od velike količine fruktoze u pretjeranim količinama dovodi do dijabetesa tipa II.